# Опала (река)
Опа́ла (устар. Апаначь) — река на полуострове Камчатка. Протекает по территории Усть-Большерецкого района Камчатского края. Длина реки 161 км, площадь водосборного бассейна — 4070 км².
По площади бассейна Опала занимает 21-е место среди рек Камчатки и 165-е — в России.
Близ устья находится одноимённое село.

## Гидрография
Образуется слиянием рек Правая Опала и Средняя Опала. Температура воды в летние месяцы 5-8 градусов. Скорость течения — 0,5-2 м/с. Ширина реки 50-100 м. Берёт истоки в окрестностях горы Толмачева, впадает в Охотское море. За несколько километров до впадения протекает параллельно и очень близко к берегу моря. Рядом с устьем находятся сезонные рыболовецкие посёлки Опала и Сельдевая.
В верховьях реки находятся Верхне-Опальские горячие источники, а в районе выхода реки к вулкану Опала расположены Нижне-Опальские холодные минеральные источники.

## Водный режим
Питание реки в основном снеговое. Свыше половины годового водного стока происходит в весенне-летнее половодье. Его пик обычно приходится на середину — конец июня.

## Гидроним
Названа русскими первопроходцами-казаками по близлежащей сопке Опал, которая хорошо приметна с моря и служила ориентиром проплывающим судам. Сам топоним имеет ительменское происхождение, вероятно от слова Апачь — «отец». Впервые река нанесена на карту в начале 18 века.

## Ихтиофауна
В водах реки обитают микижа, кунжа, голец, также нерестится чавыча, нерка, кета, горбуша, кижуч.

## Притоки
Все притоки реки относятся к малым рекам и ручьям.
Объекты перечислены по порядку от устья к истоку.
- 6 км: Хетик
- 33 км: Кривая Опала
- (? км): — озеро Восемнадцатое[8]
- 34 км: река без названия
- 52 км: река без названия
- 53 км: река без названия
- 55 км: Рыбный
- 57 км: река без названия
- 61 км: Саван, Прав. Саван
- 88 км: Озерной
- 98 км: река без названия
- 103 км: Первый Ключ
- 115 км: река без названия
- 121 км: Правая Опала
- 125 км: Левая Опала
- 145 км: река без названия
- 147 км: река без названия